# Piggly Wiggly
Piggly Wiggly es una cadena de supermercados estadounidense que opera en las regiones del sur y medio oeste de Estados Unidos y está dirigida por Piggly Wiggly, LLC, una filial de C&S Wholesale Grocers. Su primer establecimiento abrió en 1916 en Memphis, Tennessee, y es conocido por ser la primera tienda de comestibles de autoservicio y la creadora de varias características familiares de los supermercados, como las cajas registradoras, el marcado de precios de artículos individuales y los carritos de compra. La sede de la empresa está en Keene (Nuevo Hampshire). En 2024, 503 tiendas Piggly Wiggly de propiedad independiente operan actualmente en 18 estados, principalmente en ciudades y pueblos más pequeños.

## Historia

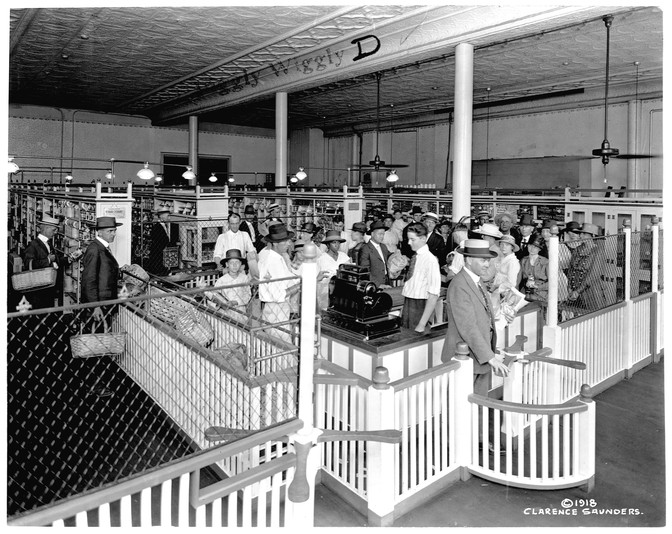
Primera tienda de Piggly Wiggly en Memphis (1918).

Piggly Wiggly fue la primera tienda de comestibles de autoservicio. Fue fundada por Clarence Saunders el 6 de septiembre de 1916 (aunque no abrió hasta cinco días después debido a retrasos en la construcción), en el 79 de Jefferson Avenue en Memphis, Tennessee. Se ha construido una réplica de la tienda original en el Museo y Planetario Memphis Pink Palace, una mansión que Saunders construyó como residencia privada y que luego fue vendida a la ciudad.
En el momento de su fundación, las tiendas de comestibles no permitían que los clientes recogieran sus productos. En su lugar, el cliente le daba una lista de artículos a un empleado, que luego los recogía por toda la tienda. Piggly Wiggly introdujo la innovación de permitir que los clientes recorrieran la tienda y recogieran sus productos. Las pérdidas debido a la facilidad para robar en las tiendas se compensaron con creces con las ganancias derivadas del aumento de las compras impulsivas. Otros experimentaron inicialmente con este formato, que llegó a conocerse como "groceteria", que recordaba a las cafeterías, otra idea de autoservicio relativamente nueva.
Piggly Wiggly Corporation se hizo con el formato de autoservicio y emitió franquicias a cientos de minoristas de comestibles para operar sus tiendas. El concepto de la "tienda de autoservicio" fue patentado por Saunders en 1917. Los clientes de Piggly Wiggly entraban a la tienda a través de un torniquete y caminaban por cuatro pasillos para ver los 605 artículos que se vendían en paquetes y organizados en departamentos. Los clientes seleccionaban la mercancía a medida que avanzaban por el laberinto hasta la caja. Al instante, el embalaje y el reconocimiento de la marca se volvieron importantes tanto para las empresas como para los consumidores.
En 1937, Piggly Wiggly se convirtió en la primera empresa en proporcionar carros de compra para los clientes, en su sucursal de Oklahoma; también fue la primera empresa en utilizar carriles de punto de venta para el pago.
| Piggly Wiggly 1–10 locales 10–50 locales 50–100 locales 100+ locales |

| Piggly Wiggly Midwest 1–10 locales 50–100 locales |

Operaciones de Piggly Wiggly en 2018

El éxito de Piggly Wiggly fue fenomenal, y otras tiendas de comestibles independientes y de cadena cambiaron al autoservicio en los años 1920 y 1930. En su apogeo en 1932, la empresa operaba 2660 tiendas y registró ventas anuales superiores a los 180 millones de dólares. En noviembre de 1922, Saunders intentó exprimir la importante participación a corto plazo en las acciones, lo que hizo subir el precio de las acciones de 40 a 120 y obtuvo millones de beneficios en papel. Los gobernadores de la Bolsa respondieron decidiendo que se había establecido un monopolio en Piggly Wiggly y retiraron las acciones de la Junta, lo que finalmente obligó a Saunders a entregar sus activos a los bancos que habían financiado su posición apalancada. Se dice que Saunders perdió 9 millones de dólares en el intento de expolio.
Después de estos acontecimientos, la empresa se dividió en unidades estratégicas, que se vendieron a cadenas de supermercados regionales, entre ellas Kroger, Safeway, National Tea y Colonial. En 1935, las 179 tiendas canadienses de Piggly Wiggly también se vendieron a Canada Safeway, que se fusionó con Sobeys en 2013. Antes de esto, tres tiendas en Texas se vendieron a la emergente H-E-B en 1927.
Después de perder el control de Piggly Wiggly, Saunders ya no tuvo más relación con la empresa. Sin embargo, siguió interesado en las compras automatizadas, con las que experimentó inicialmente con la tienda Keedoozle hasta su muerte en 1953.
Según John Brooks, la "estructura corporativa muy modificada de Piggly Wiggly... floreció hasta la década de 1960", y cientos de tiendas funcionaron bajo un acuerdo de franquicia con Piggly Wiggly Corporation de Jacksonville (Florida).

### Nombre y logotipo
Según el sitio web de Piggly Wiggly, Saunders se mostró "reacio" a explicar el origen del nombre de la empresa. Una historia cuenta que mientras viajaba en tren, miró por la ventana y vio a varios cerditos luchando por pasar por debajo de una valla, lo que le llevó a pensar en la rima. Una vez, alguien le preguntó por qué había elegido un nombre tan inusual para su organización, a lo que respondió: "Para que la gente se haga esa misma pregunta".
El artista estadounidense George Condo pintó el logotipo "Piggly Wiggly" como parte de su serie Memphis.

## Empresa actual
Piggly Wiggly fue adquirida por el mayorista de comestibles Malone & Hyde en 1982. Malone & Hyde fue adquirida por Fleming Companies en 1988. Fleming se declaró en quiebra en 2003 y C&S Wholesale Grocers adquirió la mayor parte del negocio, incluida Piggly Wiggly. C&S adquirió los almacenes regionales Piggly Wiggly Carolina Co. en 2013 y Piggly Wiggly Midwest en 2021.
Hay más de 500 tiendas de propiedad y operación independientes en 18 estados. La sede de la empresa se encuentra en Keene, Nuevo Hampshire. Algunas de las tiendas en Alabama han formado Piggly Wiggly Alabama Distributing Company, una cooperativa de minoristas para gestionar la distribución mientras se utiliza el nombre Piggly Wiggly.